# Nancy A. Collins

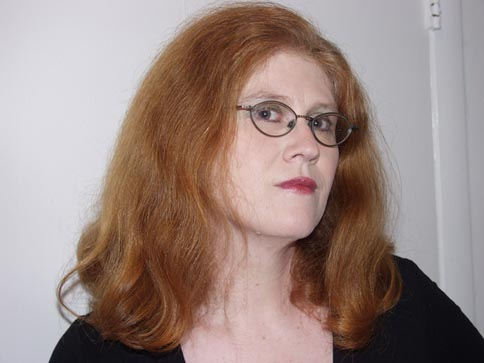
Nancy A. Collins, 2004

Nancy A. Collins (* 10. September 1959 in McGehee, Arkansas) ist Schriftstellerin. Am bekanntesten ist sie für ihre Serie von Vampirromanen mit Sonja Blue.
Collins schrieb mehrere Romane. Einige handeln von einer Rasse die sich Pretender nennt: Monster aus Mythen und Legenden, die sich als Menschen ausgeben, um leichter an ihre Beute zu kommen.
Nancy A. Collins gehört zu den Autoren, welche dem Splatterpunk zugerechnet werden, ein Stil der in seiner direkten Schreibweise geprägt ist vom Splatter Film. Außerdem schrieb sie für Comic-Serien, z. B. Swamp Thing und verfasste einen eigenen Comic: Dhampire.
Für ihren ersten Roman Sunglasses After Dark (deutsch: Der Todeskuss der Sonja Blue) erhielt sie den Bram Stoker Award im Jahr 1989.

## Bibliografie

### Romane
- 1990 Tempter

deutsch: Die Hitze des Blutes. Goldmann Verlag, 1993, ISBN 3-442-08109-2
- 1993 Wild Blood

deutsch: Wildes Blut. Goldmann Verlag, 1994, ISBN 3-442-08117-3
- 1995 Walking Wolf: A Weird Western
- 1995 Fantastic Four: To Free Atlantis
- 1996 A Dozen Black Roses

deutsch: Sonja Blue: Racheengel. Feder & Schwert, 1997, ISBN 3-931612-51-1
- 1998 Angels On Fire
- 2006 Final Destination II: The Movie mit Natasha Rhodes
- 2008 Looks Could Kill

### Sonja Blue-Serie
- 1989 Sunglasses After Dark

deutsch: Der Todeskuss der Sonja Blue. Festa Verlag, 2006, ISBN 978-3-935822-98-5
- 1992 In The Blood

deutsch: Ein Dutzend schwarzer Rosen. Goldmann Verlag, 1993, ISBN 3-442-08112-2
- 1995 Paint It Black

deutsch: Ganz in Schwarz. Goldmann Verlag, 1995, ISBN 3-442-43064-X
- 2000 Darkest Heart
- 2002 Dead Roses for a Blue Lady. (Kurzgeschichtensammlung)

### Vamps-Serie
- 2008 Vamps
- 2009 Night Life
- 2009 After Dark

### Golgotham-Serie
- 2010 Right Hand Magic
- 2011 Left Hand Magic

### Kurzgeschichtensammlungen
- 1994 Nameless Sins
- 2000 Avenue X
- 2001 Knuckles and Tales
- 2002 Dead Roses For A Blue Lady
- 2004 Dead Man's Hand: Five Tales of the Weird West

### Anthologien (als Herausgeberin)
- 1995 Forbidden Acts, (mit Martin H Greenberg und Edward E Kramer)
- 1995 Dark Love, (mit Martin H Greenberg und Edward E Kramer)
- 1996 Gahan Wilson's the Ultimate Haunted House, (mit Gahan Wilson)

### Sachbuch
- 1996 The Big Book of Losers

### Kurzgeschichten
- The Dreamclown (1983)
- Demonlover (1990)
- The Freaktent (1990)
- Rant (1990)
- The Two-Headed Man (1990)
- The Tortuga Hill Gang's Last Ride: The True Story (1991)
- Dancing Nitely (1991)
- Down on Me (1991)
- Easy's Last Stand (1991)
- How It Was with the Kraits (1991)
- Iphigenia (1991)
- Raymond (1991)
- The Tortuga Hill Gang's Last Ride: The True Story (1991)
- Cold Turkey (1992)
- Fat Tuesday (1992)
- Necrophile (1992)
- Aphra (1993)
- Charity (1993)
- Freak Babies (1993)
- The Killer (1993)
- Seven Devils (1993)
- Such a Good Baby (1993)
- The Sunday-Go-To-Meeting Jaw (1993)
- Binky Malomar and His Amazing Instant Pussy Kit (1994)
- Cancer Alley (1994)
- The Love of Monsters (1994)
- The Sacred Treasures of Graceland: Excerpts from the Sanctioned Museum Catalogue (1994)
- Speed Freaks With Guns: The Novelization (1994)
- Without Sin (1994)
- Avenue X (1995)
- Billy Fearless (1995)
- Down in the Hole (1995)
- Furies in Black Leather (1995)
- The Land of the Reflected Ones (1995)
- The Sign of the Asp (1995)
- Thin Walls (1995)
- The Mender of Broken Dreams (1996)
- Sign of the Silver Hand (1996)
- The Thing from Lover's Lane (1996)  Bram Stoker (nominee)
- Variations on a Theme (1998)
- Catfish Gal Blues (1999)